# Juegos Argentinos de Alto Rendimiento
Los Juegos Argentinos de Alto Rendimiento (JADAR), conocidos también simplemente como Juegos Argentinos son un evento multideportivo que se celebrará cada cuatro años. Representan el nivel más alto de competencia nacional para los atletas argentinos de mayores, y su creación desplaza a los tradicionales Juegos Nacionales Evita. Serán organizados por el Comité Olímpico Argentino (COA).
El COA, junto con el Comité Paralímpico Argentino (COPAR) y el Gobierno de Javier Milei confirmaron la creación del evento a inicios de 2024. La primera edición se realizará en Rosario en 2025, y se prevé que los Juegos se lleven a cabo todos los años previos a los Juegos Suramericanos, como una forma de ampliar la competencia de los deportistas argentinos en el marco del ciclo Olímpico, y definir a los atletas que representarán a Argentina en los Juegos Suramericanos subsiguientes. La competencia será por delegaciones de cada uno de las veinticuatro jurisdicciones de primer orden: las veintitrés provincias del país más una delegación de la Ciudad Autónoma de Buenos Aires.
El financiamiento de los Juegos correrá a cargo del propio Gobierno provincial de la ciudad asignada como sede, y no se recurrirá a fondos del Estado Nacional.

## Ediciones
| Año  | Edición | Ciudad anfitriona | Provincia anfitriona | Inaugurados por | Fechas               | Atletas | Provincias | Deportes | Provincia ganadora |
| ---- | ------- | ----------------- | -------------------- | --------------- | -------------------- | ------- | ---------- | -------- | ------------------ |
| 2025 | I       | Rosario           | Santa Fe             |                 | 9 - 14 de septiembre |         | 24         |          |                    |